# 3-deoxy-D-arabino-2-heptulózonová kyselina 7-fosfát

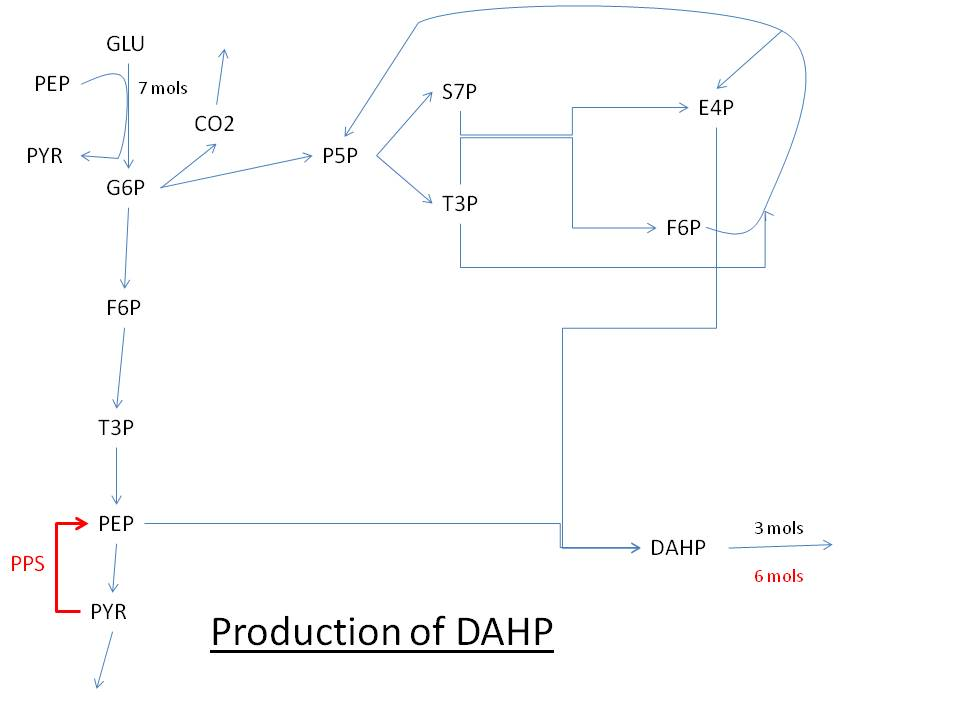
Syntéza DAHP za použití glukózy. Zkratky: GLU: glukóza; G6P: glukóza-6-fosfát; PEP: fosfoenolpyruvát; PYR: pyruvát; F6P: fruktóza-6-fosfát; P5P: pentóza-5-fosfát (ribóza- nebo xylulóza-5-fosfát); T3P: glyceraldehyd-3-fosfát; S7P: sedoheptulóza-7-fosfát; E4P: Erythróza-4-fosfát; PPS: PEP syntáza

3-deoxy-D-arabino-2-heptulózonová kyselina 7-fosfát (DAHP) je sedmiuhlíkatá karboxylová kyselina. Je součástí šikimátové metabolické dráhy a meziproduktem při biosyntéze aromatických aminokyselin.
Fosfoenolpyruvát a erythróza-4-fosfát vzájemně reagují za vzniku 3-deoxy-D-arabino-2-heptulózonát-7-fosfátu, reakce je katalyzovaná enzymem DAHP syntázou:

Biosyntéza DAHP z fosfoenolpyruvátu a erythróza-4-fosfátu

DAHP je následně přeměněn na 3-dehydrochinát v reakci katalyzované 3-dehydrochinát syntázou. I když tato reakce vyžaduje nikotinamidadenindinukleotid (NAD) jako kofaktor, enzymatický mechanismus jej obnovuje a celkově tak žádný NAD není spotřebován:

Reakce katalyzovaná 3-dehydrochinát syntázou

Mechanismus uzavření kruhu je složitý, ovšem zahrnuje aldolovou kondenzaci na druhém a sedmém uhlíku.
Metabolickým inženýrstvím byla zlepšena produkce DAHP bakterií Escherichia coli. První reakce, kondenzace DAHP z PEP/E4P, využívá tři isoenzymy AroF, AroG a AroH. Ty jsou regulovány tyrosinem, fenylalaninem, resp. tryptofanem. Když je koncentrace některé z uvedených aminokyselin v buňce příliš vysoká, dojde k alosterickému „vypnutí“ DAHP syntázy.